# Scream VI
Scream VI sau Scream 6 este un film slasher american din 2023 regizat de Matt Bettinelli-Olpin și Tyler Gillett și scris de James Vanderbilt și Guy Busick . Este continuarea filmului Scream (2022) și a șasea ediție din seria de filme Scream. Filmul îi are în distribuție pe Melissa Barrera, Jenna Ortega, Jasmin Savoy Brown, Mason Gooding, Hayden Panettiere și Courteney Cox, toți reluând rolurile din versiunile anterioare, cu Josh Segarra, Jack Champion, Devyn Nekoda, Liana Liberato, Tony Revolori, Samara Weaving, Henry Czerny și Dermot Mulroney s-au alăturat distribuției ansamblului. Intriga urmărește un nou ucigaș Ghostface, care începe să-i vizeze pe supraviețuitorii „crimelor din moștenirea Woodsboro” din New York.
Un al șaselea film Scream a fost anunțat la doar câteva săptămâni după debutul de succes al lui Scream (2022), cu o mare parte din distribuție semnând pentru a-și relua rolurile alături de Bettinelli-Olpin și revenirea lui Gillett. Filmările au avut loc la Montreal, Canada, din Iunie până la sfârșitul lunii August 2022. Neve Campbell nu și-a reluat rolul de Sidney Prescott din cauza unei dispute salariale, făcând din acesta primul film Scream care nu o prezintă. De asemenea, este primul film din franciză fără David Arquette în rolul lui Dewey Riley. Brian Tyler a compus partitura filmului împreună cu Sven Faulconer.
Scream VI a avut premiera la AMC Lincoln Square Theatre din Manhattan pe 6 Martie 2023 și a fost lansat în cinematografe în Statele Unite pe 10 martie de Paramount Pictures . Filmul a primit recenzii în general pozitive de la critici și a încasat peste 168 de dolari milioane în întreaga lume, devenind prima tranșă din franciză care câștigă peste 100 de milioane de dolari la box office-ul intern din SUA încă de la Scream 2 (1997) și cele mai mari încasări seria de filme Scream din Statele Unite și Canada (neajustat pentru inflație). A câștigat Cel mai Bun Film la Premiile MTV 2023. 

## Lansare
Scream VI a avut propria sa premieră mondială la AMC Lincoln Square Theater pe 6 Martie 2023. Filmul a fost lansat în Statele Unite ale Americii pe 10 Martie 2023, de Paramount Pictures. Filmul trebuia să se lanseze original pe 31 Martie 2023. Filmul a fost publicat în formate RealD 3D, 4DX și Dolby Cinema.

## Continuări
În martie 2023, regizorii Matt Bettinelli-Olpin și Tyler Gillet sperau pentru un al șaptelea film din serie și au spus că le-ar plăcea să continue a vedea mai multe filme în franciză "fie dacă suntem implicați sau nu". Ei au declarat că își doresc ca Campbell să se întoarcă în edițiile viitoare, spunând "Ne-ar plăcea să fim capabili a produce un alt film cu ea, și nu vom renunța".